# Shebelle
Shebelle er en Afrikansk flod. Den udspringer i Etiopiens bjerge og løber mod sydøst. Efter at have løbet ind i Somalia drejer den mod syd. Omkring 30 km nord for Mogadishu drejer den mod sydvest og løber parallelt med Somalias kyst indtil den forsvinder i sumpområder. Det afhænger af årstiden hvor langt den når. Det hænder at bryder igennem til Jubafloden i år med meget vand. Flodområdet er det eneste sted i Somalia som er frugtbart nok til at dyrke jorden.
0°01′57″S 42°36′15″Ø / 0.0326°S 42.6041°Ø